# كريكيون لحمي
كريكيون لحمي (الاسم العلمي:Corycium carnosum) هو نوع من النباتات يتبع جنس الكريكيون من الفصيلة السحلبية.